# Nazaret
Nazaret (hebr. ‏נצרת‎, Nacerat; arab. ‏الناصرة‎, An-Nasira) – największe miasto Dystryktu Północnego w Izraelu.
Jest to największe arabskie miasto w kraju i dlatego często jest nazywane „arabską stolicą Izraela”. Stanowi gospodarczą, polityczną, kulturalną i medialną stolicę izraelskich Arabów. Nastroje panujące w mieście są ważnym wskaźnikiem nastrojów panujących w arabskiej społeczności Izraela.
W Ewangeliach Nazaret zostało przedstawione jako miejsce dorastania Jezusa Chrystusa, w związku z czym wybudowano tutaj liczne sanktuaria upamiętniające wydarzenia biblijne. Stały się one celem pielgrzymek chrześcijan.

## Położenie
Miasto Nazaret jest położone w Dolnej Galilei, w północnej części Izraela, w odległości 25 km od Jeziora Tyberiadzkiego i 9 km na zachód od góry Tabor. W jego otoczeniu znajduje się miasto Nof ha-Galil, miasteczka Ar-Rajna, Kefar Tawor, Iksal, Jafa an-Naserije i Ilut, moszawy Tel Adaszim i Cippori oraz kibuce Mizra, Ginnegar i Kefar ha-Choresz. Nazaret wraz z przyległymi miejscowościami utworzył dużą aglomerację miejską. Po stronie południowo-zachodniej jest miejscowość Jafa an-Naserije, na zachodzie miasto Nacerat Illit, a dalej w kierunku północno-wschodnim ciągną się miejscowości Ar-Rajna, Ein Mahil, Maszhad i Kefar Kanna. Tworzą one zwarty, terytorialnie przyległy do siebie obszar jednej dużej aglomeracji miejskiej. Utworzono tutaj obszar metropolitalny. Wywiera on silny wpływ na położone w pobliżu miasta satelickie: położone na południowy zachod miasto Migdal ha-Emek, na południowy wschód miejscowość Iksal, na wschód Kefar Tawor, na północny wschód Tur'an i na zachód miejscowość Ilut. Przez całą aglomerację przechodzą liczne drogi przelotowe. Nieprzerwana długość obszaru zabudowanego wynosi 12 km, a maksymalna szerokość sięga 5 km.
Nazaret jest położone w Poddystrykcie Jezreel, w Dystrykcie Północnym Izraela.

## Środowisko naturalne
Miasto jest położone na wysokości około 300–350 m n.p.m. w masywie górskim Hare Nacerat (wzniesienia wznoszą się na wysokość ponad 400 m n.p.m.). Leży w naturalnej niecce na stokach pięciu wzgórz (Nebi Sa’in, Romane, Kufze, Rajme i Szeik). Wzgórza te są pozbawione roślinności i w większości pokryte zabudową mieszkalną. Na południe od miasta teren gwałtownie opada około 200 metrów niżej do intensywnie użytkowanej rolniczo Doliny Jezreel. W kierunku tym spływają strumienie Tavor i Mizra, natomiast głębokim wadi w kierunku północno-zachodnim spływa strumień Cipori.

### Klimat
Klimat Nazaretu został sklasyfikowany jako śródziemnomorsko-pustynny. Położenie w górzystej okolicy powoduje, że wiosną i jesienią panują tutaj umiarkowane temperatury około 20 °C. Latem temperatury dochodzą do 40 °C, chociaż najczęściej wahają się około 30–35 °C. Jednak zimą temperatury spadają nawet do 0 °C, chociaż najczęściej jest około 5 °C. Przeważają wiatry północno-wschodnie i zachodnie, średnio wilgotne. Deszcze rozpoczynają się w październiku i osiągają swoje maksimum w styczniu.

## Historia
Badania archeologiczne odkryły kultowy ośrodek sprzed ponad 9000 lat (neolit), położony przy kibucu Kefar HaChoresz, w odległości około 3 km od Nazaretu. Odnaleziono pozostałości 65 osób pochowanych pod olbrzymimi kamieniami nagrobnymi, które zostały wykonane z bloków białego gipsu o wadze około 3 ton. Udekorowanie czaszek zmarłych jest powodem, dla którego archeolodzy przypuszczają, że był to ważny ośrodek kultowy w tamtych czasach. Badania archeologiczne prowadzone na terenie Nazaretu ujawniły pozostałości garncarstwa z wczesnej epoki brązu (1500 p.n.e.) oraz ceramikę z epoki żelaza (1500–586 p.n.e.). Należy przypuszczać, że pierwsi mieszkańcy Nazaretu byli Kananejczykami, brak jednak na to potwierdzeń archeologicznych. Brak śladów osadnictwa z okresów asyryjskiego, babilońskiego lub perskiego. Wykopaliska przeprowadzone przed 1931 nie ukazały także „żadnych śladów osadnictwa greckiego lub rzymskiego”. Franciszkanin i archeolog Bellarmino Bagatti, który prowadził dalsze wykopaliska, odkrył rzymskie i bizantyjskie artefakty, które pozwoliły jednoznacznie stwierdzić istnienie osadnictwa od II wieku. Również na podstawie grobów odkrytych w pobliżu wioski można wywnioskować, że Nazaret było żydowską osadą w okresie rzymskim; pierwsze groby tego typu prawdopodobnie pojawiły się w Galilei w połowie I wieku naszej ery. W dwóch grobach znaleziono lampy gliniane, szklane naczynia i wazy pochodzące z okresu między I a III wiekiem.
We wczesnych żydowskich źródłach brak informacji o Nazarecie, może to wynikać z niskiej pozycji Galilei wśród Żydów żyjących w Judei. Nie wzmiankuje o nim Stary Testament, Talmud ani żydowski historyk Józef Flawiusz. Miasteczko pojawia się dopiero w I wieku n.e. Ocenia się, że Nazaret liczył wówczas około 480 mieszkańców. Według opisu Ewangelii Łukasza Nazaret był domem Józefa i Marii, rodziców Jezusa Chrystusa. Według Ewangelii  Józef i Maryja przybyli z małym Jezusem do Nazaretu po śmierci  króla Heroda Wielkiego i tutaj Jezus spędził swoje dzieciństwo. Przebywał on w Nazarecie do czasu podjęcia się publicznej działalności, którą rozpoczął mając około 30 lat. Wtedy przyjął chrzest w Jordanie z rąk Jana Chrzciciela, a następnie przeniósł się do pobliskiego Kafarnaum. Zgodnie z tradycją katolicką już w pierwszych latach po śmierci i zmartwychwstaniu Jezusa istniała w Nazarecie silna grupa judeochrześcijan, która spotykała się w domu Maryi i Józefa. Kolejne lata wiązały się z falą ciężkich prześladowań chrześcijan, a także i Żydów. W 1962 roku w Cezarei Nadmorskiej odkryto listę w języku aramejskim zawierającą spis rodzin kapłańskich, rozesłanych do różnych miejscowości z powodu upadku w 70 roku Jerozolimy i zniszczenia Świątyni Jerozolimskiej, z których jedna zamieszkała w Nazarecie; według inskrypcji „kapłani z porządku Elkalira uczynili Nazaret swoim domem”. Miasto Nazaret pozostawało żydowskim co najmniej do VII wieku, jednak jego historia była już nierozerwalnie związana z chrześcijaństwem. Euzebiusz z Cezarei w swojej Historii Kościoła powołuje się na Hegezypa, który w II wieku pisał o krewnych Jezusa z Nazaretu, kiedy opowiada o prześladowaniach za cesarza Domicjana (81–96 n.e.). Następnie krewni Jezusa mieli rozejść się po całym świecie. Archeolodzy znaleźli również miejsce nabożeństw wczesnych chrześcijan (III w.), w tym baptysterium w podłodze pokrytej mozaiką, na której widnieje imię diakona Konona z Nazaretu. Według podania Euzebiusza z Cezarei (Historia Kościoła, t. 1, 7:13-14) w czasie prześladowań za Decjusza (249–251) chrześcijański męczennik Konon powiedział w czasie przesłuchania, że jest z potomków rodziny Chrystusa z Nazaretu w Galilei. W IV wieku w tej niewielkiej osadzie wybudowano pierwszy kościół, który znajdował się przy jaskini. Hieronim ze Strydonu pisał w V wieku, że Nazaret był zwykłą wsią, której żydowscy mieszkańcy czerpali zyski z handlu z chrześcijańskimi pielgrzymami. Do VI wieku była to żydowska osada. Opowieści o Maryi zaczęły od VI wieku ściągać coraz większą liczbę chrześcijańskich pielgrzymów. Wybudowano wówczas w miejscu przypuszczalnego położenia domu Maryi trzynawową bizantyńską bazylikę Zwiastowania z przylegającym do niej konwentem. W 614 roku Persowie prowadzący wojnę z Bizancjum najechali na Palestynę. Przeciwko chrześcijanom wystąpili wówczas żydowscy powstańcy pod wodzą Beniamina, którzy zburzyli liczne kościoły i klasztory. W nagrodę za poparcie Persowie dali Żydom ograniczoną władzę nad Palestyną (lata 614–617). Gdy Bizantyjczycy zaczęli odnosić sukcesy w wojnie z Persami, w 627 roku Żydzi zawarli tajne porozumienie z cesarzem Herakliuszem. Po zajęciu Palestyny cesarz złamał warunki porozumienia i nakazał mordowanie wszystkich złapanych Żydów. Miejscem szczególnej kaźni było Nazaret, które od 630 roku przestało być żydowską osadą.
W 637 roku Palestyna została podbita przez Arabów. Następnie I wyprawa krzyżowa rozpoczęła długą epokę konfliktu chrześcijańsko-muzułmańskiego. W tym czasie wioska Nazaret często przechodziła z rąk do rąk, ponosząc przy tym znaczne straty w ludności. W 1099 roku jeden z rycerzy, Tankred, otrzymał tytuł księcia Galilei. Stolicę swojego księstwa ulokował on w Nazarecie, do którego przeniesiono także diecezję z Beisan tworząc archidiecezję nazaretańską. W 1187 roku muzułmanie ponownie przejęli panowanie nad Nazaretem, aby w 1229 roku utracić je i ponownie odzyskać w 1263 roku. Sułtan Bajbars dokonał wówczas zniszczenia wszystkich chrześcijańskich budynków i wygnał z miasteczka całą ludność chrześcijańską. Na ich powrót zezwolił w 1620 roku druzyjski książę Fachr ad-Din II. Wtedy franciszkanie otrzymali w darze ruiny katedry krzyżowców. W 1730 roku wzniesiono nową świątynię, którą zburzono w 1955 roku i zastąpiono nowoczesną bazyliką pod wezwaniem Zwiastowania Pańskiego (1959 r., według projektu Giovanniego Muzio). W 1799 roku miasto zajęły wojska Napoleona Bonaparte podczas jego kampanii syryjskiej. Napoleon odwiedził święte miejsca w mieście. Za rządów Ibrahima Paszy miasto było otwarte dla europejskich pielgrzymów i misjonarzy. Władze tureckie umożliwiały europejskim przedsiębiorcom inwestowanie pieniędzy w Nazarecie, dzięki czemu miasto mogło się rozwijać. Podczas rozruchów 1860 roku beduiński przywódca Aghil Agha zapewnił bezpieczeństwo chrześcijańskiej społeczności w mieście. W 1864 roku Ormianin Kaloost Varstan założył pierwszy szpital misyjny w Nazarecie. Ten tzw. „szpital na górce” był sponsorowany przez stowarzyszenie misyjne z Edynburga. Sułtan zezwolił także na otworzenie chrześcijańskiego sierocińca. W rezultacie pod koniec XIX wieku Nazaret było miastem o silnej społeczności chrześcijańskiej, z wieloma nowo wzniesionymi obiektami sakralnymi.
W wyniku I wojny światowej miasto Nazaret wraz z całą Palestyną przeszło pod panowanie brytyjskie. Władze Brytyjskiego Mandatu Palestyny umożliwiały rozwój społeczności chrześcijańskiej w mieście. Podczas II wojny światowej w Nazarecie mieściła się szkoła ochotniczek Pomocniczej Służby Kobiet związanej z armią polską generała Władysława Andersa. Wraz z końcem wojny nasilił się konflikt izraelsko-arabski. Przyjęta 29 listopada 1947 roku Rezolucja Zgromadzenia Ogólnego ONZ nr 181 w sprawie podziału Palestyny zakładała, że Nazaret będzie znajdować się w arabskim państwie. Na początku I wojny izraelsko-arabskiej w maju 1948 roku oddziały Arabskiej Armii Wyzwoleńczej dowodzone przez Fauziego al-Kawukdżiego przegrupowały się do Nazaretu. Atakowały stąd żydowskie linie komunikacyjne. Podczas operacji „Dekel” w dniu 16 lipca 1948 roku Nazaret został zajęty przez wojska izraelskie. Arabowie poddali miasto nie stawiając właściwie żadnego oporu. W przeciwieństwie do innych miast izraelskie dowództwo nie przeprowadziło tutaj akcji wysiedlania ludności arabskiej, dzięki czemu Nazaret jest nadal zamieszkały przez Arabów.
W 1957 roku władze izraelskie podjęły decyzję o założeniu na wschód od Nazaretu nowego miasta Nacerat Illit (Nazaret Górne). Miało ono służyć Żydom jako przeciwwaga dla społeczności arabskiej Nazaretu. Planowano, że żydowskie miasto Nacerat Illit stanie się nową stolicą dystryktu i siedzibą wszystkich władz administracyjnych. Jego ustanowieniu towarzyszyły konfiskaty ziemi, co powodowało wzrost niezadowolenia wśród mieszkańców miasta. Doprowadziło to do wybuchu w maju 1958 roku fali arabskich protestów, w trakcie których rannych zostało 30 osób. Policja aresztowała wielu uczestników demonstracji. Ostatecznie postanowiono pozostawić władze administracyjne w Nazarecie, jednak odpłynięcie ludności żydowskiej i ich kapitału do Nacerat Illit spowodowało długotrwałe załamanie gospodarki w arabskim mieście. Dopiero w 1995 roku władze izraelskie zmieniły swoje podejście do tego miasta. Przyjęty wówczas plan „Nazaret 2000” stworzył nową infrastrukturę umożliwiającą rozwój ruchu turystycznego, a w związku z tym dającą nowe miejsca pracy. Podczas II wojny libańskiej w 2006 roku miasto ucierpiało od ostrzału rakietowego prowadzonego przez organizację terrorystyczną Hezbollah z terytorium Libanu. Między innymi w dniu 19 lipca na miasto spadło wiele rakiet, zabijając 2 osoby i raniąc 50 osób. Natomiast 28 lipca w rejonie miasta spadło 5 rakiet Khaibir-1 lub Fajr-5, powodując lokalne pożary.

### Nazwa
Etymologia nazwy nie jest dokładnie znana, ale z pewnością wywodzi się od starożytnego żydowskiego miasta Nazaret. W związku z tym jest bardzo prawdopodobne, że wywodzi się ona z hebrajskiego słowa „necer”, oznaczającego „zieloną gałązkę”. Chrześcijanie przyjmują ten tok argumentacji, ponieważ wydaje się im zgodny z proroctwem biblijnym mówiącym, że Jezus jest potomkiem z rodu Dawida (zielona gałązka, która wyrosła z korzenia Dawida). Inna teoria mówi, że nazwa miasta wywodzi się od wcześniejszej aramejskiej nazwy lub innej semickiej formy językowej. W języku arabskim miasto nazywa się An-Nasira. Nazwa ta odnosi się do pochodzenia ludzi z określonej krainy geograficznej lub plemienia. W Koranie chrześcijanie określani są nazwą „naṣārā”, czyli „ci, którzy poszli za Jezusem”. Jest bardzo prawdopodobne, że arabska nazwa miasta odnosi się do faktu, że było ono zamieszkałe przez dużą społeczność chrześcijańską.

## Demografia
Zgodnie z danymi Izraelskiego Centrum Danych Statystycznych w 2011 roku w mieście żyło 73,6 tys. mieszkańców, w tym 69,5% Arabów muzułmanów, 30,5% Arabów chrześcijan. Mniej niż 0,1% stanowią Druzowie. Wskaźnik wzrostu populacji wyniósł w 2011 roku 0,9%. W roku tym urodziło się 1400 dzieci, a zmarły 241 osoby (odnotowano 5 zgonów niemowląt). Według danych za 2010 rok liczba pracowników wynosiła 23853, a liczba osób pracujących na własny rachunek wynosiła 2401. Średnie miesięczne wynagrodzenie w 2010 roku wynosiło 5034 ILS (średnia krajowa 7522 ILS) – zarobki osób pracujących na własny rachunek wynosiły 5794. Zasiłki dla bezrobotnych pobierało 493 osoby, w tym 341 mężczyzn (średni wiek: 42 lata). Świadczenia emerytalne oraz renty pobierało 5702 osoby, a zapomogi społeczne 5746 osoby (w tym 851 zasiłki pielęgnacyjne, 2515 inwalidzkie, osób niepełnosprawnych w innym znaczeniu 340, oraz 528 pracujących inwalidów). Nazaret jest miastem arabskim, w którym systematycznie maleje procent ludności chrześcijańskiej. W 1949 roku ludność chrześcijańska stanowiła 60% mieszkańców, w 1972 roku spadła do 53%, w 1983 roku do 40%. Według danych z 2011 roku stanowią już zaledwie 30,5% mieszkańców. Coraz większe znaczenie zaczyna odgrywać Islam, czego dowodem jest rosnąca liczba meczetów.
| Wiek (w latach) | Procent populacji w % |
| --------------- | --------------------- |
| 0 – 4           | 9,3                   |
| 5 – 9           | 10,7                  |
| 10 – 14         | 11,0                  |
| 15 – 19         | 9,9                   |
| 20 – 29         | 14,8                  |
| 30 – 44         | 20,3                  |
| 45 – 59         | 14,7                  |
| 60 – 64         | 2,8                   |
| 65 –            | 6,4                   |

Źródło danych: Central Bureau of Statistics.

## Symbole
| Burmistrz                  | Lata sprawowania urzędu |
| -------------------------- | ----------------------- |
| Jusuf Mohamed Ali Al-Fahum | 1948–1954               |
| Amin-Slim G’rg’ora         | 1954–1959               |
| Seif A–Din Al Zou'bi       | 1959–1965               |
| Abdul Aziz Al Zou'bi       | 1965–1966               |
| Komitet                    | 1966–1967               |
| Musa Ktilo                 | 1967–1971               |
| Seif A–Din Al Zou'bi       | 1971–1974               |
| Komitet                    | 1974–1975               |
| Taufik Zi’ad               | 1975–1994               |
| Ramiz Jaraisy              | 1994–2014               |

Herb Nazaretu został przyjęty w dniu 2 lutego 1955 roku i opublikowany po raz pierwszy w dniu 31 maja 1962 roku. Przedstawia położone w centrum miasta źródło Marii Dziewicy. Przez wiele lat było to główne źródło wody pitnej w mieście, a jednocześnie ważne miejsce kultu religijnego. Dodatkowo na oficjalnym herbie widnieje nazwa miasta w języku arabskim i hebrajskim lub arabskim i angielskim.

## Polityka
Nazaret jest stolicą administracyjną Poddystryktu Jezreel. Urząd miejski mieści się przy ulicy Kirjat HaMemshala, przy granicy miast Nazaret i Nacerat Illit. Od 1994 roku burmistrzem miasta jest Ramiz Jaraisy. Tuż obok urzędu miejskiego mieszczą się budynki sądu. Od 1992 roku w Nazarecie działa najważniejsza feministyczna organizacja izraelskich Arabów – jest to stowarzyszenie Kobiety Przeciw Przemocy.

### Współpraca międzynarodowa
Nazaret ma zawarte umowy partnerskie z następującymi miastami:
| - Nablus, Autonomia Palestyńska - Saint-Denis, Francja - Haga, Holandia | - Neubrandenburg, Niemcy - Częstochowa, Polska | - Florencja, Włochy - Loreto, Włochy |

## Gospodarka

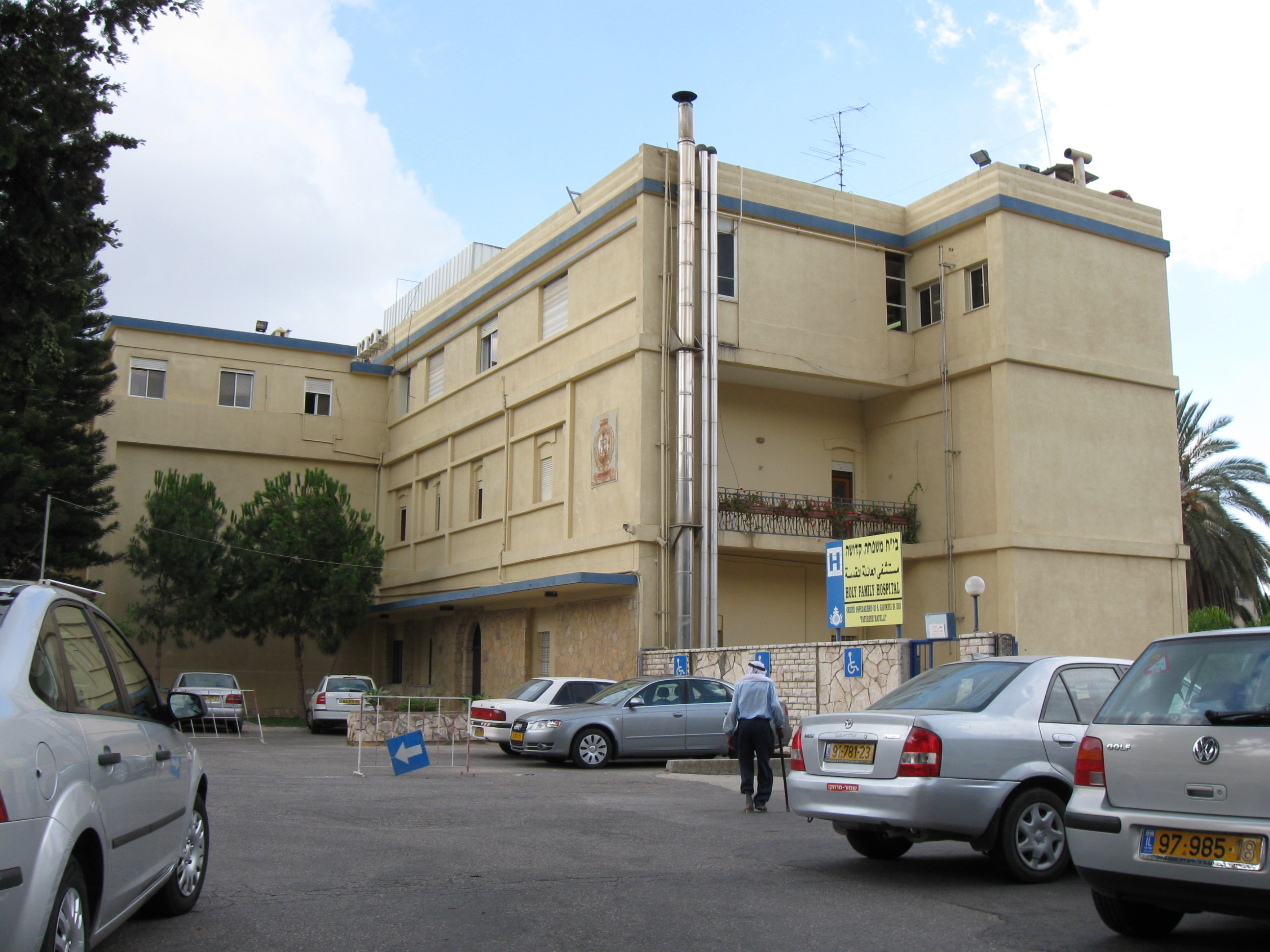
Szpital Świętej Rodziny w Nazarecie

Gospodarka miasta opiera się głównie na obsłudze ruchu turystycznego, handlu i usługach gastronomicznych. W mieście rozwinął się przemysł włókienniczy oraz spożywczy. W mieście są małe warsztaty rzemieślnicze. Największe centrum handlowe miasta to znajdujące się przy dworcu autobusowym Hamiszbir. Zostało ono wybudowane w kształcie otwartej ulicy ze sklepami po obu stronach. Można tu znaleźć sklepy wszystkich światowych prestiżowych sieci handlowych i restauracji. Powierzchnia centrum wynosi 12 tys. m². W 2013 roku Stef Wertheimer otworzył w mieście nowoczesną strefę przemysłową, która według planów ma stworzyć tysiąc nowych miejsc pracy.

## Infrastruktura
Remiza straży pożarnej znajduje się przy ulicy Kirjat ha-Memszala, na południe od urzędu miejskiego. Tuż obok, w gmachu Moskobija mieści się siedziba północnego okręgu policji oraz dowództwo obrony wewnętrznej Dystryktu Północnego. Główna poczta znajduje się jedną przecznicę na zachód od Źródła Marii. Mniejszy urząd pocztowy usytuowany jest w pobliżu bazyliki Zwiastowania. W mieście są trzy szpitale: Szpital Świętej Rodziny (tzw. Włoski Szpital), Szpital Nazaret (tzw. Angielski Szpital) oraz Szpital św. Wincenta à Paulo (tzw. Francuski Szpital).

## Transport

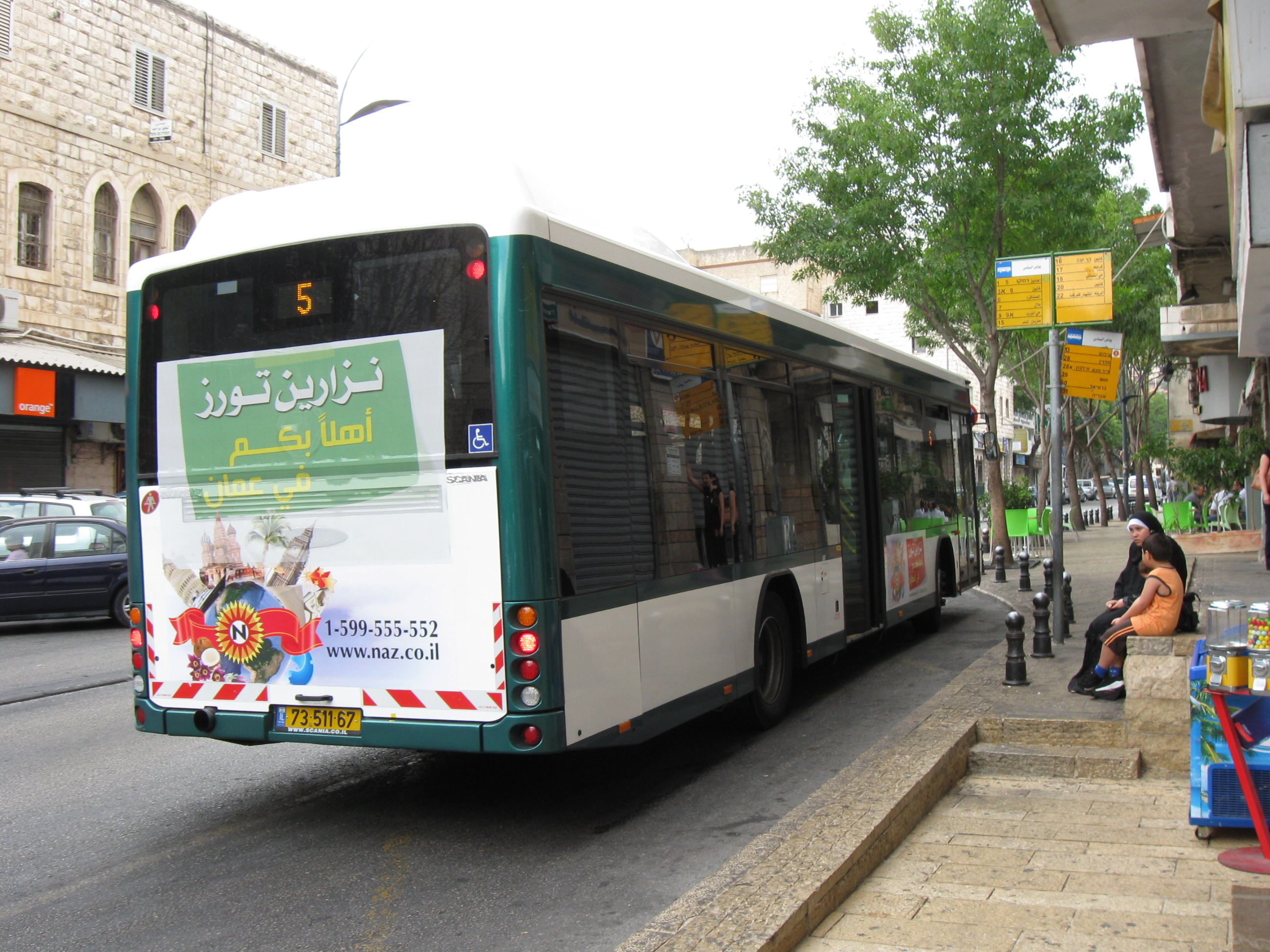
Komunikacja miejska Nazaretu

Miasto jest ważnym węzłem transportowym Dolnej Galilei. Wzdłuż wschodniej granicy miasta przebiega droga ekspresowa nr 75, która w południowej części miasta krzyżuje się z drogą ekspresową nr 60, a w północnej części krzyżuje się z drogami nr 700 i nr 754. Jadąc drogą ekspresową nr 75 na zachód, jedzie się wzdłuż masywu górskiego Hare Nacerat i dojeżdża do miejscowości Jafa an-Naserije i miasta Migdal ha-Emek. Droga ekspresowa nr 60 zjeżdża do Doliny Jezreel do miasta Afula. U podnóża masywu górskiego Hare Nacerat odchodzi od niej lokalna droga prowadząca na wschód do miejscowości Iksal. Natomiast droga nr 60 prowadzi dalej na południe do moszawu Tel Adaszim i kibucu Mizra, przy których krzyżuje się z drogą ekspresową nr 73. Po stronie wschodniej Nazaret jest połączone w jedną aglomerację miejską z sąsiednim miastem Nacerat Illit. Oba miasta łączą liczne miejskie drogi. W kierunku północno-wschodnim odchodzi z miasta droga nr 754, którą można dojechać do miejscowości Ar-Rajna i skrzyżowania z drogą ekspresową nr 79. Jadąc dalej drogą nr 754 dojeżdża się do miejscowości Meszded i Kafr Kanna. W kierunku północno-zachodnim z Nazaretu odchodzi droga nr 700, będąca łącznikiem z drogą ekspresową nr 79 prowadzącą dalej na północny zachód do miejscowości Ilut, moszawu Cippori, kibucu ha-Solelim oraz wioski Szimszit. Następnie krzyżuje się ona z drogą ekspresową nr 77. Centralny dworzec autobusowy znajduje się w południowej części miasta, przy skrzyżowaniu drogi nr 75 z drogą nr 60. Zatrzymuje się tutaj wiele autobusów kursujących po Galilei. Autobusy linii Egged umożliwiają dojechanie do Tyberiady, Hajfy, Akki i Tel Awiwu.
W 2011 roku w Nazarecie były zarejestrowane 24 263 pojazdy silnikowe, w tym 18206 samochodów osobowych (średnia wieku samochodów prywatnych wynosiła 9 lat). W roku tym w mieście doszło do 104 wypadków.

### Transport kolejowy
Izraelski rząd przyjął plan budowy linii kolejowej Rakewet Jisra’el, która ma w przyszłości połączyć Hajfę z Nazaretem. Początkowo zakładano, że linia będzie obsługiwać jedynie lekkie pociągi pasażerskie, jednak w 2011 roku zdecydowano, że będą tędy także jeździć ciężkie pociągi towarowe.

### Transport lotniczy
W odległości 6 km na południowy zachód od miasta znajduje się port lotniczy Megiddo. Mogą na nim lądować niewielkie prywatne samoloty.

## Architektura
Nazaret jest szybko rozrastającym się i nieciekawym urbanistycznie ośrodkiem miejskim zbudowanym na stromych zboczach okolicznych wzgórz. W samym centrum Starego Miasta znajduje się arabskie targowisko (arab. السوق القديمي, Il suq il-qadeemi), wokół którego rozciąga się labirynt stromych i krętych uliczek. Od Starego Miasta we wszystkich kierunkach rozciągają się chaotycznie budowane arabskie osiedla mieszkaniowe. Są to: Bir Abu al-Ghosh, Bir al-Amir, Jabal al-Dawla, Karm al-Saheb, HaKeramim, Khirbat al-Dajr, al-Mutran, Rova HaPoalim, al-Rum, Safafira oraz Szneler. Jedynie po stronie wschodniej powstało nowoczesne żydowskie miasto Nacerat Illit (Górny Nazaret). W ostatnich latach wyłożono znaczne sumy na renowację uliczek i domów Nazaretu, dzięki czemu to typowo arabskie miasteczko zyskało wiele uroku. Tutejsze domy powstawały w typowy dla społeczności arabskiej sposób. Do domu dobudowywano kolejne pokoje dla żonatych członków rodziny lub gości (czasami dodatkowy pokój budowano na dachu). Dobudowywanie tych nowych struktur często tworzyło wewnętrzny dziedziniec domu, wokół którego żyła jedna wielopokoleniowa rodzina. Takie podwórza są ważną cechą kultury Bliskiego Wschodu. W architekturze Nazaretu często wykorzystywano kamienne kopuły budowane na drewnianych konstrukcjach domów, których mury mają grubość jednego metra.

### Zabytki
Wszystkie najważniejsze zabytki położone są w obrębie Starego Miasta. Władze izraelskie sfinansowały renowację wielu z tych obiektów na Wielki Jubileusz Roku 2000. Centralne miejsce Starego Miasta zajmuje pochodzący z XVII wieku rynek miejski. Został on rozbudowany w XIX wieku. W jego pobliżu znajdują się liczne kościoły i meczety (są one opisane w dziale Religia). Dawnym budynkiem władz miejskich jest wybudowany w 1740 roku seraj w Nazarecie. Na początku XX wieku dobudowano przy nim wieżę zegarową (była to jedna z siedmiu wież zegarowych wzniesionych w Palestynie z okazji 25-lecia panowania sułtana Abdülhamida II). Starożytna łaźnia w Nazarecie jest najpiękniejszym zachowanym systemem hypocaustum na Bliskim Wschodzie. Moskobija jest dużym hostelem wybudowanym w 1907 roku przez rosyjską cerkiew prawosławną. Budynek służył jako schronisko dla rosyjskich pielgrzymów. W północnej części Starego Miasta znajdują się starożytne łaźnie z okresu krzyżowców. Chan al-Basza jest zabytkowym karawanserajem, służy obecnie jako obiekt biurowy. Innym zabytkiem znajdującym się w Nazarecie jest cmentarz żołnierzy niemieckich poległych podczas I wojny światowej. Spoczywają na nim szczątki 261 żołnierzy niemieckich.

## Kultura

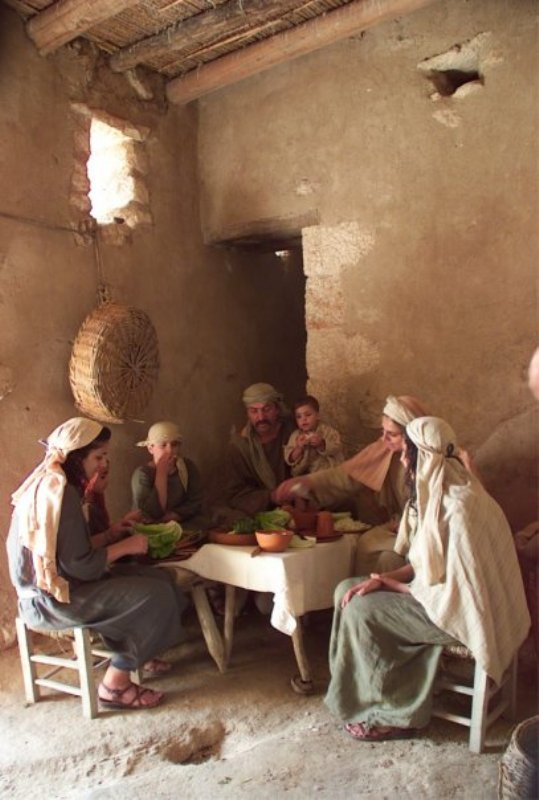
Rekonstrukcja wnętrza domu – Wieś Nazaret

Miasto stanowi centrum kultury arabskiej na północy Izraela. Życie kulturalne w mieście koncentruje się w Miejskim Centrum Kultury, które jest położone na północ od urzędu miejskiego. Znajduje się w nim audytorium na 260 osób, teatr oraz galeria sztuki. Stąd różnorodne działania prowadzone są w sieci klubów osiedlowych i dzielnicowych domach kultury. Dodatkowo w mieście jest miejska biblioteka Abu Salma. W 2013 roku rozpoczęto budowę nowego centrum kultury, które w założeniu ma pełnić funkcję kulturalnej stolicy izraelskich Arabów. W centrum będzie się znajdować największe audytorium w północnej części kraju (na północ od Hajfy), nowoczesne kino, kawiarnię i duże parkingi. W mieście jest kilka muzeów, w tym muzeum miejskie prezentujące historię Nazaretu. Bardzo szczególnym muzeum jest Wieś Nazaret, które rekonstruuje wygląd domów z czasów Jezusa Chrystusa w I wieku. Dom Folkloru el-Sibbat ukazuje życie mieszkańców miasta w XIX wieku. Jest tu także wiele galerii sztuki. Można wymienić Galerię Sibat al-Szejk, która prezentuje obrazy, rzeźby i antyki w zabytkowym budynku w jednej uliczce Starego Miasta. W dawnej pracowni rzeźbiarskiej Hanny Said Musmar jej wnuki otworzyły centrum dla zwiedzających, w którym można poznać proces produkcji wyrobów ceramicznych, a także różne maszyny do wyrobu gliny.
Od kwietnia 1999 roku działa w mieście organizacja non-profit The Nazareth Fund, aktywna w dziedzinach edukacji, nauki, sztuki, literatury, zdrowia, sportu, pomocy społecznej i renowacji zabytków sztuki. Zapewnia stypendia na prowadzenie badań nad historią i dziedzictwem kulturowym Nazaretu. Celem organizacji jest stworzenie spójnego i tolerancyjnego społeczeństwa, w którym wszyscy obywatele będą mogli żyć razem w harmonii, niezależnie od wyznania, przynależności narodowej czy poziomu wykształcenia. Stowarzyszenie El-Machbazz działa na rzecz edukacji oraz propagowania arabskiej poezji i muzyki. Od 1991 roku w mieście działa arabska Orkiestra Nazaretu.

## Media
Od 1983 roku w mieście wydawana jest arabskojęzyczna gazeta Sonara, która była pierwszą prywatną arabską gazetą w Izraelu. Od 1987 roku wydawana jest także gazeta Kul al-Arab. W północno-zachodnim skraju miasta mieści się arabska rozgłośnia radiowa A-Shams. Stacja nadawcza jest w kibucu Kefar ha-Choresz.

## Edukacja i nauka
Zgodnie z danymi Izraelskiego Centrum Danych Statystycznych w Nazarecie jest 50 szkół, w tym 28 przedszkoli, 29 podstawowych i 7 średnich. W 2011 roku w 787 klasach szkolnych uczyło się ponad 22 tys. uczniów, w tym 13 tys. w szkołach podstawowych. Średnia uczniów w klasie wynosiła 28. Ze szkół można wymienić szkołę techniczną Al-Kafza Amal. Istniejący od 2002 roku Instytut Akademicki Nazaret był pierwszym akademickim college utworzonym dla arabskiej społeczności w Izraelu. Szkoła jest także nazywana Centrum Edukacyjnym Tawfika Ziad (ang. Taufik Zi’ad Educational Center). Poza tym są tutaj liczne szkoły utrzymywane przez różne instytucje kościelne. W zachodniej części miasta znajduje się szkoła i seminarium greckokatolickie św. Józefa. Tuż obok jest katolicka szkoła prowadzona przez siostry salwatorianki. W północnej części miasta jest ewangelicka szkoła episkopalna. We wschodniej części miasta jest szkoła zakonna św. Józefa.

## Turystyka

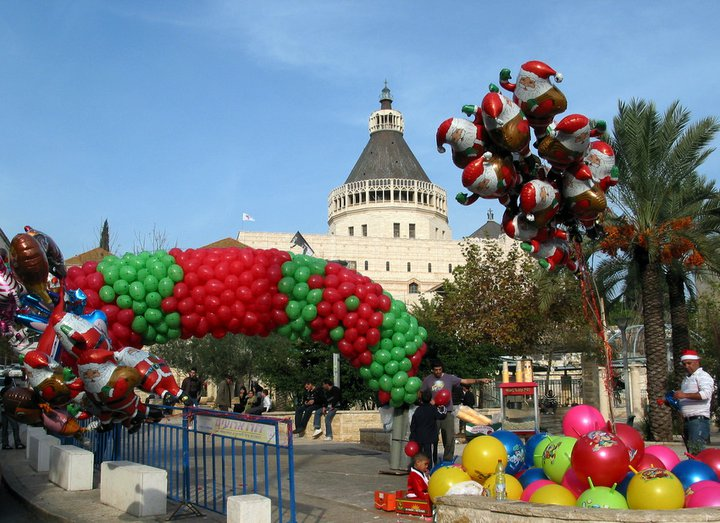
Atrakcje dla dzieci w otoczeniu bazyliki Zwiastowania Pańskiego

Turystyka jest najważniejszym źródłem dochodów mieszkańców miasta. Dlatego rada miejska czyni wiele starań, aby gruntownie odrestaurować centrum miasta, a zwłaszcza ulice w sąsiedztwie bazyliki Zwiastowania. Najważniejsze obiekty turystyczne usytuowane są w centrum Starego Miasta i zostały opisane w dziale Zabytki i Religia.

### Informacja turystyczna
Biuro informacji turystycznej znajduje się poniżej bazyliki, przy ulicy Casa Nova. W jego pobliżu mieści się kilka banków i kantorów umożliwiających wymianę pieniędzy.

### Szlaki turystyczne
Po mieście wytyczono cztery szlaki turystyczne: (1) Spacer po Starym Mieście jest także nazywany Drogą Pielgrzymów, ponieważ przechodzi przez jedne z najważniejszych świętych miejsc chrześcijaństwa. Jest on dopasowany do wszystkich grup wiekowych i jego przejście zajmuje około 2–3 godzin. (2) Spacer po Rynku pozwala poznać atmosferę Starego Miasta rozciągającego się wokół rynku. Trasa została policzona na czas około 1 godziny, podczas którego można zwiedzić tutejsze stragany uliczne. (3) Ukryte Kościoły i Klasztory jest 1,5-godzinnym spacerem prowadzącym przez kilka kościołów i klasztorów, których wspólną charakterystyczną cechą jest pewne oddalenie od najważniejszych miejsc turystycznych miasta. (4) Nocny Spacer jest najbardziej wyróżniającym się szlakiem, prowadzącym po uznawanych za szczególnie pięknie oświetlone w nocy budynkach Nazaretu. Jego przejście zajmuje około 1,5 godziny.

### Baza noclegowa
Największy hotel w mieście to pięciogwiazdkowy Golden Crown-Nazareth Hotel. Przez kilka lat służył on jako ośrodek do przetrzymywania nielegalnych cudzoziemców. Obecnie jest to luksusowy ośrodek hotelowy z basenem i pełną infrastrukturą rekreacyjno-wypoczynkową. Najbliżej centrum leży trzygwiazdkowy Galilee Hotel. Zapewnia on atmosferę hostelu pielgrzymów, łącząc ją z wygodą nowoczesnego hotelu. Na obrzeżach miasta położony jest czterogwiazdkowy Tabar Hotel (dawny Grand New Hotel). Z mniejszych hoteli w centrum znajduje się trzygwiazdkowy Hotel Rimonim i Fauzi Azar Inn. Dla chrześcijańskich pielgrzymów istnieje możliwość noclegu w zabudowaniach klasztornych nazaretanek lub we franciszkańskim schronisku Casa Nova.

## Religia
Najważniejszym chrześcijańskim kompleksem obiektów sakralnych jest zespół Klasztoru Franciszkanów. W klasztorze przebywa około 20–30 mnichów franciszkańskich. W podziemiach jest niewielkie muzeum historyczne. Klasztor mieści także katolicką szkołę Saint Terra. W południowej części kompleksu klasztornego znajduje się bazylika Zwiastowania Pańskiego. Wedle tradycji chrześcijańskiej bazylika stoi na miejscu, w którym Archanioł Gabriel miał zwiastować Maryi, iż stanie się Matką Syna Bożego. Jest to jedna z trzech najważniejszych świątyń chrześcijańskich odwiedzanych przez pielgrzymów przybywających do Ziemi Świętej (po bazylice Bożego Grobu w Jerozolimie i bazylice Narodzenia Pańskiego w Betlejem). Jest to jedno z najważniejszych świętych miejsc katolicyzmu. W północnej części kompleksu klasztornego stoi Kościół św. Józefa. Pod współczesnym kościołem znajduje się podziemna grota, która według tradycji chrześcijańskiej leżała pod warsztatem ciesielskim Józefa, męża Marii. Prawdopodobnie do warsztatu przylegał dom, w którym wychowywał się i dojrzewał Jezus Chrystus. W północnej części Starego Miasta jest położona Cerkiew Archanioła Gabriela. Według tradycji prawosławnej anioł Gabriel ukazał się Marii przy źródle, a nie w jej domu, za który uważana jest grota w katolickiej bazylice. W krypcie cerkwi znajduje się źródło zasilające stojącą u jej stóp studnię. W pobliżu jest Źródło Marii, nazywane także Fontanną Świętej Dziewicy. Wielu chrześcijan wierzy, że jej woda posiada właściwości lecznicze. Źródło jest symbolem miasta. Najważniejszym obiektem sakralnym w rejonie bazaru jest melchicki Kościół Synagogi. Tradycja łączy go z synagogą, w której miał modlić się i nauczać Jezus Chrystus. Kościół Mensa Christi jest małym kościołem franciszkańskim, w którego wnętrzu znajduje się wielki kamień. Według katolickiej tradycji służył on jako stół Chrystusowi i apostołom. Kościół Zbawiciela należy do Kościoła anglikańskiego. Z powodu braku pieniędzy nie został on nigdy ukończony (brak iglicy na wieży). Kościół św. Antoniego i Maronicki Kościół Zwiastowania należą do społeczności maronickiej. Koptyjski Kościół Zwiastowania leży we wschodniej części Starego Miasta i należy do Kościoła koptyjskiego. Na wysokim wzgórzu na północny zachód od centrum miasta jest położona bazylika Jezusa Młodzieńca. Rozciąga się stąd malownicza panorama na całe miasto. Kościół został wzniesiony przez salezjan. Obok bazyliki wybudowano także klasztor salezjanek. Natomiast w południowej części miasta wznosi się góra Har Kidumim, nazywana Górą Strącenia. Tradycja chrześcijańska utożsamia tę górę z miejscem związanym z życiem Jezusa Chrystusa. Uważa się, że jest to miejsce, z którego mieszkańcy Nazaretu zamierzali strącić Jezusa. Dlatego jest ona nazywana Górą Strącenia. Na północ od tego miejsca znajduje się wzgórze, z którego według tradycji Maria obserwowała przebieg całego wydarzenia. Wzniesiono w tym miejscu Pałac Biskupa nazywany także Kaplicą Trwogi. W dniu 21 czerwca 2009 roku prawosławny patriarcha Jerozolimy Teofil III wmurował w pobliżu kaplicy kamień węgielny pod budowę szkoły prawosławnej. Poza wymienionymi wyżej obiektami w mieście znajdują się liczne klasztory i mniejsze chrześcijańskie obiekty sakralne.
Nazaret odwiedziło trzech papieży: Paweł VI (5 stycznia 1964), Jan Paweł II (25 marca 2000) i Benedykt XVI (14 maja 2009).
Najważniejszym obiektem muzułmańskim w mieście i najstarszym meczetem na Starym Mieście jest wzniesiony w 1812 roku Biały Meczet. Miał symbolizować nową erę pokoju pomiędzy mniejszościami narodowymi żyjącymi w Nazarecie. Meczet Pokoju jest pierwszym współcześnie wybudowanym meczetem w mieście. Do 1960 roku jedynym meczetem w Nazarecie był Meczet Biały. Obecnie jest to największy i najważniejszy meczet w mieście. Mniejszymi meczetami są: Meczet Makam an-Nabi Sa’in, Meczet szejka Amir ad-Dina i Meczet Szihaba ad-Dina.

## Sport i rekreacja
Tutejsza drużyna piłkarska Maccabi Ahi Nazaret gra w II lidze krajowej. Rozgrywki prowadzi na stadionie Ilut, który może pomieścić 5 tys. widzów. Klub został założony w 1967 roku i jest jednym z ważniejszych arabskich klubów sportowych działających w Izraelu. Mniejszym klubem jest koszykarski Maccabi Nazaret YMCA. W zachodniej części miasta, przy miejskim centrum kultury Abu Salma znajduje się ośrodek sportowy z dużym kompleksem kortów tenisowych. W północno-zachodnim skraju miasta jest basen pływacki Aharbje.